# Goroku Amemiya
Goroku Amemiya (雨宮 五六, Amemiya Goroku), 1886-1972, est un photographe japonais